# Holy Moses
Holy Moses é uma banda de thrash metal alemã formada em 1980 liderada por Sabina Classen. É considerada uma das primeiras bandas a usar vocal gutural feminino.

## História
A banda foi formada em 1980 pelo vocalista Jochen Fünders e o baixista Ramon Brüssler, em Aachen. No ano seguinte juntaram se ao Holy Moses a vocalista Sabina Hirtz, e seu futuro marido, o guitarrista Andy Classen. Realizaram então diversos shows na região com vários bateristas, até se firmarem com Herbert Dreger. Em 1985 a banda conseguiu um contrato com a AAARRG Records, de Bochum, e em 1986 lançaram seu debut Queen of Siam, baseado nas sonoridade thrash metal de seus conterrânes do Kreator e Destruction.
No ano seguinte lançam Finished With the Dogs, segundo álbum que contou com o renomado baterista Uli Kusch. A banda gozou de relativa popularidade na Europa durante os anos seguintes, onde se apresentaram no festival Dynamo Open Air. O casal Classen se divorciou na década de 1990, resultando no final da banda.
Sabina reativou o Holy Moses em 2000 com uma nova formação. Um novo registro saiu no ano seguinte, o EP Master of Disaster, seguido de Disorder of Order de 2002.

## Discografia

### Álbuns
- Queen of Siam - (1986)
- Finished With the Dogs - (1987)
- The New Machine of Lichtenstein - (1989)
- World Chaos - (1990)
- Terminal Terror - (1991)
- Reborn Dogs - (1992)
- No Matter What's the Cause - (1994)
- Master of Disaster - (2001)
- Disorder of the Order - (2002)
- Strength Power Will Passion - (2005)
- Agony of Death - (2008)
- Invisible Queen - (2023)

### Re-Lançamentos
- Queen of Siam - Re-release - (2005)
- Finished With the Dogs - Re-release - (2005)
- The New Machine of Lichtenstein - Re-release - (2005)
- World Chaos - Re-release - (2006)
- Terminal Terror - Re-release - (2006)
- Reborn Dogs - Re-release - (2006)
- No Matter What's the Cause - Re-release - (2006)
- Master of Disaster - Re-release - (2006)
- Disorder of the Order- Re-release - (2006)

### Singles/EPs
- "Roadcrew" - (1987)
- "Too Drunk to Fuck" - (1991)
- "Master of Disaster" - (2001) (EP)

### Compilações
- Too Drunk to Fuck - (1993)

### Demos
- Black Metal Masters - (1980)
- Holy Moses - (1981)
- Satan's Angel - (1982)
- Call of the Demon - (1983)
- Heavy Metal - (1983)
- Death Bells - (1984)
- Walpurgisnight - (1985)
- The Bitch - (1986)

## Membros

### Membros Atuais
- Sabina Classen - Vocais
- Michael Hankel - Guitarra
- Olli - Guitarra e Baixo
- Atomic Steiff - Bateria

### Membros Anteriores

#### Vocais
- Jochen Fünders - (1980-1981)
- Iggy - (1981)
- Tom Hirtz - (quatro semânas em 1984)
- Andy Classen - (1994)

#### Guitarra
- Jochen Fünders - (1980-1981)
- Jean-Claude - (1981)
- Andy Classen - (1981-1994)
- Georgie Symbos - (1987)
- Thilo Hermann - (1988)
- Rainer Laws - (1988-1990)
- Jörn Schubert - (2000-2002)
- Franky Brotz - (2000-2005)

#### Baixo
- Ramon Brüssler - (1980-1986)
- Andre Chapelier - (1986-1987)
- Johan Susant - (1987)
- Thomas Becker - (1988-1990)
- Ben Schnell - (1990-1992)
- Dan Lilker - (1993-1994)
- Jochen Fünders - (2000-2001)
- Andreas Libera - (2001-2003)
- Alex De Blanco - (2003-2005)

#### Bateria
- Peter Vonderstein - (1980-1981)
- Paul Linzenich - (1981-1984)
- Snake - (1984-1985)
- Herbert Dreger - (1985-1986)
- Uli Kusch - (1986-1990)
- Meff - (1992-1994)
- Julien Schmidt - (2000-2005)